# Військово-морські сили Республіки Корея
Військово-морські сили Республіки Корея (ROKN; кор. 대한민국 해군; Ханча: 大韓民國海軍; нова латинізація: Daehanminguk Haegun) — один з видів збройних сил Республіки Корея. Призначений для захисту державних інтересів Південної Кореї у морі. До складу ВМС Південної Кореї, вхотить Корпус морської піхоти РК.

## Військові звання ВМС РК
| Код НАТО         | OR-1          | OR-2                                 | OR-3                       | OR-4                                          | OR-5                                          | OR-6                                   | OR-7                                | OR-8                                         | OR-9                     |
| ---------------- | ------------- | ------------------------------------ | -------------------------- | --------------------------------------------- | --------------------------------------------- | -------------------------------------- | ----------------------------------- | -------------------------------------------- | ------------------------ |
| Знак розрізнення | Немає         |                                      |                            |                                               |                                               |                                        |                                     |                                              |                          |
| Військові звання | Матрос-рекрут | Підручний матрос (Матрос 2-го класу) | Матрос (Матрос 1-го класу) | Чиф-петті офіцер 3-го класу (Вправний матрос) | Чиф-петті офіцер 2-го класу (Головний матрос) | Чиф-петті офіцер 1-го класу (Старшина) | Чиф-петті офіцер (Старший старшина) | Старший чиф-петті офіцер (Головний старшина) | Майстер чиф-петті офіцер |
| Хангиль          | —             | 이등병                               | 일등병                     | 상등병                                        | 병장                                          | 하사                                   | 중사                                | 상사                                         | 원사                     |
| Військові звання |               | Ideungbyeong                         | Ildeungbyeong              | Sangdeungbyeong                               | Byeongjang                                    | Hasa                                   | Jungsa                              | Sangsa                                       | Wonsa                    |

| Код НАТО         | WO                      |
| ---------------- | ----------------------- |
| Знак розрізнення |                         |
| Військові звання | Уоррент-офіцер (Мічман) |
| Хангиль          | 준위                    |
| Військові звання | Warrant Officer         |

| Код НАТО         | OF-1       | OF-1               | OF-2       | OF-3               | OF-4       | OF-5       | OF-6                     | OF-7          | OF-8         | OF-9       | OF-10         |
| ---------------- | ---------- | ------------------ | ---------- | ------------------ | ---------- | ---------- | ------------------------ | ------------- | ------------ | ---------- | ------------- |
| Знак розрізнення |            |                    |            |                    |            |            |                          |               |              |            |               |
| Військове звання | Енсін      | Молодший лейтенант | Лейтенант  | Лейтенант-командер | Командер   | Капітан    | Контр-адмірал (неповний) | Контр-адмірал | Віце-адмірал | Адмірал    | Адмірал флоту |
| Хангиль/Ханча    | 소위; 少尉 | 중위; 中尉         | 대위; 大尉 | 소령; 少領         | 중령; 中領 | 대령; 大領 | 준장; 準將               | 소장; 少將    | 중장; 中將   | 대장; 大將 | 원수; 元帥    |
| Військові звання | Sowi       | Jungwi             | Daewi      | Soryeong           | Jungnyeong | Daeryeong  | Junjang                  | Sojang        | Jungjang     | Daejang    | Wonsu         |